# Almog
Almog (hebrejsky אלמוג, v oficiálním přepisu do angličtiny Almog) je izraelská osada a vesnice typu kibuc na Západním břehu Jordánu, v distriktu Judea a Samaří a v Oblastní radě Megilot.

## Geografie
Leží v nadmořské výšce - 270 metrů poblíž města Jericho, při severozápadním pobřeží Mrtvého moře.

## Dějiny
Almog leží na Západním břehu Jordánu, jehož novodobé osidlování bylo zahájeno Izraelem po jeho dobytí izraelskou armádou, tedy po roce 1967. Vesnice byla zřízena roku 1977. Už 26. června 1976 izraelská vláda rozhodla, že v této oblasti založí polovojenskou osadu typu nachal (nazývaná pracovně Kalija Bet, pak Nachal Almog). K tomu došlo v roce 1977. Už 18. dubna 1978 vláda souhlasila s jejím převodem na ryze civilní obec, což bylo provedeno v lednu 1979. Nynější kibuc byl osídlen roku 1979 lidmi z jiných kibuců. Je pojmenován po Jehudovi Kopolevitzovi Almogovi, jednom z prvních osadníků v této oblasti, který se zasloužil o rozvoj těžby draslíku na jihu Izraele. Almog byl také jedním ze zakladatelů nedalekého předválečného kibucu Bejt ha-Arava.

## Demografie
Obyvatelstvo Almog je v databázi rady Ješa popisováno jako sekulární. Podle údajů z roku 2014 tvořili naprostou většinu obyvatel Židé (včetně statistické kategorie "ostatní", která zahrnuje nearabské obyvatele židovského původu ale bez formální příslušnosti k židovskému náboženství).
Jde o menší obec vesnického typu s dlouhodobě stagnující populací. K 31. prosinci 2014 zde žilo 179 lidí. Během roku 2014 registrovaná populace stoupla o 2,3 %.
| Rok            | 1983 | 1993 | 1994 | 1995 | 1996 | 1997 | 1998 | 1999 | 2000 |
| -------------- | ---- | ---- | ---- | ---- | ---- | ---- | ---- | ---- | ---- |
| Počet obyvatel | 57   | 103  | 102  | 125  | 145  | 152  | 157  | 156  | 167  |

| Rok            | 2001 | 2002 | 2003 | 2004 | 2005 | 2006 | 2007 | 2008 | 2009 | 2010 | 2011 | 2012 | 2013 | 2014 |
| -------------- | ---- | ---- | ---- | ---- | ---- | ---- | ---- | ---- | ---- | ---- | ---- | ---- | ---- | ---- |
| Počet obyvatel | 159  | 155  | 141  | 142  | 159  | 192  | 188  | 197  | 153  | 170  | 159  | 178  | 175  | 179  |